# Український воєнно-історичний інститут
Український воєнно-історичний інститут (УВ-ІІ), утворений у 1952 в Торонто з перенесеного туди з Німеччини генералом М. Садовським Українського воєнно-історичного товариства, заснованого 1925 у Каліші (Польща). Інститут утримував Музей українського війська й флоту УНР та продовжував видавати матеріали до історії українського війська «За Державність».
Очолював організацію та музей М. Садовський, а по його смерті (1967) — полковник М. Битинський. 1969 інститут перестав існувати, а музей був переданий УВАН у Канаді. Музей відкрито 1981 п. н. — Військово-історичний музей і Архів УВАН і його приміщено у Вінніпезі.